# Saint-Trojan-les-Bains
Saint-Trojan-les-Bains är en kommun i departementet Charente-Maritime i regionen Nouvelle-Aquitaine i västra Frankrike. Kommunen ligger i kantonen Île d'Oléron som ligger i arrondissementet Rochefort. År 2022 hade Saint-Trojan-les-Bains 1 118 invånare.

## Befolkningsutveckling
| Befolkningsutvecklingen i Saint-Trojan-les-Bains 1968–2021 | Befolkningsutvecklingen i Saint-Trojan-les-Bains 1968–2021 | Befolkningsutvecklingen i Saint-Trojan-les-Bains 1968–2021 | Befolkningsutvecklingen i Saint-Trojan-les-Bains 1968–2021 | Befolkningsutvecklingen i Saint-Trojan-les-Bains 1968–2021 |
| ---------------------------------------------------------- | ---------------------------------------------------------- | ---------------------------------------------------------- | ---------------------------------------------------------- | ---------------------------------------------------------- |
|                                                            |                                                            |                                                            |                                                            |                                                            |
| År                                                         |                                                            |                                                            | Folkmängd                                                  |                                                            |
| 1968                                                       | 1968                                                       |                                                            | 1 666                                                      |                                                            |
| 1975                                                       | 1975                                                       |                                                            | 1 488                                                      |                                                            |
| 1982                                                       | 1982                                                       |                                                            | 1 275                                                      |                                                            |
| 1990                                                       | 1990                                                       |                                                            | 1 490                                                      |                                                            |
| 1999                                                       | 1999                                                       |                                                            | 1 624                                                      |                                                            |
| 2007                                                       | 2007                                                       |                                                            | 1 484                                                      |                                                            |
| 2015                                                       | 2015                                                       |                                                            | 1 333                                                      |                                                            |
| 2021                                                       | 2021                                                       |                                                            | 1 119                                                      |                                                            |